# Beschluss 1/80 des Assoziationsrates EWG-Türkei
Durch den Beschluss 1/80 des Assoziationsrates EWG-Türkei über die Entwicklung der Assoziation vom 19. September 1980 – im Folgenden kurz: ARB 1/80 – ist das Aufenthaltsrecht der türkischen Arbeitnehmer und ihrer Familienangehörigen in den Mitgliedstaaten der Europäischen Union auf eine europarechtliche Grundlage gestellt worden. Obwohl der ARB 1/80 seinem Wortlaut nach nur die Verlängerung der Arbeitserlaubnis türkischer Arbeitnehmer in den Mitgliedstaaten der Europäischen Union regelt, hat er durch die Rechtsprechung des EuGH auch aufenthaltsrechtliche Bedeutung erlangt.

## Historischer Hintergrund des Beschlusses
Der ARB 1/80 geht auf das Assoziationsabkommen EWG-Türkei vom 12. September 1963 zurück. Das Vertragswerk sieht eine Verstärkung der Handels- und Wirtschaftsbeziehungen durch die schrittweise Herstellung einer Zollunion, der Arbeitnehmerfreizügigkeit, der Niederlassungsfreiheit und des freien Dienstleistungsverkehrs mit dem Endziel einer Vollmitgliedschaft der Türkei in der Europäischen Union vor. Zur Verwirklichung dieser Ziele wurde ein Assoziationsrat gegründet, der befugt ist, begleitende Beschlüsse zu fassen. Der Beschluss Nr. 1/80 behandelt die Förderung der Integration der bereits in einem Mitgliedstaat der Europäischen Union ansässigen türkischen Arbeitnehmer.

## Begünstigter Personenkreis
Der ARB 1/80 regelt die Rechtsverhältnisse von türkischen Arbeitnehmern, also Personen, die einer unselbständigen Beschäftigung nachgehen und hierfür ein Entgelt erhalten. Nicht erfasst werden selbständige Unternehmer. Nicht erfasst werden auch türkische Arbeitnehmer, die noch in der Türkei leben und in Deutschland oder einem anderen Mitgliedstaat der Europäischen Union arbeiten möchten, denn der ARB 1/80 wendet sich nur an die bereits legal in diesem Mitgliedstaat lebenden türkischen Arbeitnehmer, denen die Einreise und der Aufenthalt gestattet worden ist. Der ARB 1/80 gewährt somit kein Recht auf freie Einreise.
Ist der türkische Arbeitnehmer ein Jahr bei demselben Arbeitgeber beschäftigt gewesen, so hat er einen Anspruch auf Verlängerung seiner Arbeitserlaubnis bei demselben Arbeitgeber (Art. 6 Abs. 1 ARB 1/80 – erster Gedankenstrich). Nach drei Jahren ordnungsgemäßer Beschäftigung hat der türkische Arbeitnehmer Anspruch auf Verlängerung seiner Arbeitserlaubnis für eine Tätigkeit im selben Beruf (Art. 6 Abs. 1 ARB 1/80 – zweiter Gedankenstrich). Er darf also nach dem dritten Beschäftigungsjahr zu einem Unternehmen wechseln, das in derselben Branche tätig ist. Nach vier Jahren ordnungsgemäßer Beschäftigung hat der türkische Arbeitnehmer freien Zugang zu jeder von ihm gewählten Beschäftigung im Lohn- oder Gehaltsverhältnis (Art. 6 Abs. 1 ARB 1/80 – dritter Gedankenstrich). Er kann sich also auf jede freie Stelle bewerben und genießt damit Freizügigkeit innerhalb des Mitgliedstaats der Europäischen Union, in dem er lebt, nicht jedoch darüber hinaus.

## Aufenthaltsrechtliche Erweiterung des Geltungsumfangs seit der Sevince-Entscheidung
Bis Anfang der 1990er Jahre hatte der ARB 1/80 keine nennenswerte Bedeutung im deutschen Ausländerrecht, weil ein ausländischer Arbeitnehmer in Deutschland mit einer Arbeitserlaubnis allein nichts anfangen konnte. Er benötigte nach dem damals geltenden Recht immer auch zusätzlich eine Aufenthaltserlaubnis, die ihm die Aufnahme einer Beschäftigung nach Maßgabe der Arbeitserlaubnis des Arbeitsamtes (heute: Agentur für Arbeit) gestattete. Die Aufenthaltserlaubnis war für die Arbeitserlaubnis vorgreiflich, eine Arbeitserlaubnis ohne Aufenthaltserlaubnis somit wertlos.
Im Juni 1989 legte ein niederländisches Gericht dem EuGH u. a. die Frage vor, ob der ARB 1/80 als europäisches Recht der gerichtlichen Kontrolle durch den EuGH zugänglich sei, ob er in den Mitgliedstaaten der Union unmittelbar gelte und ob aus dem Anspruch auf eine Arbeitserlaubnis auch aufenthaltsrechtliche Folgerungen zu ziehen seien. Der EuGH bejahte in seinem ersten Urteil zum ARB 1/80, der Sevince-Entscheidung, alle drei Fragen und führte u. a. aus, ohne Aufenthaltsrecht werde dem ARB 1/80 seine praktische Wirksamkeit genommen, weshalb im Falle eines Anspruchs auf eine Arbeitserlaubnis auch ein Aufenthaltsrecht bestehe.
Diese Entscheidung und eine Vielzahl weiterer Entscheidungen in der Folgezeit revolutionierten das deutsche Ausländerrecht. Gleichsam über Nacht verbesserte sich der Status vieler türkischer Arbeitnehmer in Deutschland erheblich. Eine mindestens einjährige Beschäftigung gewährte im Falle von eintretender Arbeitslosigkeit nicht mehr nur eine gewisse Vorzugsstellung auf dem Arbeitsamt, sondern gab vor allem ein auf Dauer angelegtes Bleiberecht, das durch die nationale Gesetzgebung nicht mehr entzogen werden konnte. Der arbeitslos gewordene türkische Arbeitnehmer konnte nicht mehr ohne weiteres zur Ausreise in sein Heimatland aufgefordert werden, weil er ein vom Arbeitsplatz losgelöstes Aufenthaltsrecht zur Arbeitssuche erhielt.
Erst über 10 Jahre später zog der deutsche Gesetzgeber die erforderlichen Konsequenzen aus der Rechtsprechung des EuGH und gab mit dem Inkrafttreten des Aufenthaltsgesetzes am 1. Januar 2005 die bisher bestehende Trennung von Aufenthaltserlaubnisverfahren bei der Ausländerbehörde und Arbeitserlaubnisverfahren bei der Agentur für Arbeit auf. Seitdem entscheidet die Ausländerbehörde sowohl über das Aufenthaltsrecht als auch über die Erlaubnis, einer Beschäftigung nachgehen zu dürfen, in einem Verwaltungsakt. Die separate Arbeitserlaubnis ist entfallen; an ihre Stelle ist ein innerbehördliches Mitwirkungsrecht der Agentur für Arbeit im ausländerbehördlichen Verfahren getreten (§ 39 AufenthG).

## Zeitlicher Umfang der Beschäftigung
Vom ARB 1/80 geschützt werden türkische Arbeitnehmer, die dem regulären Arbeitsmarkt eines Mitgliedstaats angehören. Arbeitnehmer in diesem Sinne ist, wer eine tatsächliche und echte Tätigkeit ausübt, wobei nur solche Tätigkeiten außer Betracht bleiben, die wegen ihres geringen Umfangs völlig untergeordnet und unwesentlich sind. Das wesentliche Merkmal des Arbeitsverhältnisses besteht darin, dass jemand während einer bestimmten Zeit für einen anderen nach dessen Weisung Leistungen erbringt, für die er als Gegenleistung eine Vergütung erhält. Regulärer Arbeitsmarkt bezeichnet die Gesamtheit der Arbeitnehmer, die den Rechts- und Verwaltungsvorschriften des Aufnahmemitgliedstaats nachkommen und somit das Recht haben, eine Berufstätigkeit in dessen Hoheitsgebiet auszuüben.
Damit ist die Frage aufgeworfen, wie umfangreich eine Beschäftigung sein muss, damit aus ihr ein Arbeitnehmerstatus erwachsen kann. Zugleich stellt sich die Frage, ob der Arbeitnehmerstatus auch Personen zuerkannt werden kann, die ursprünglich nicht zur Ausübung einer Erwerbstätigkeit einreisten (z. B. als Studenten oder als Asylbewerber) oder lediglich zu Tätigkeiten kamen, die nach deutschem Ausländerrecht nur befristet ausgeübt werden durften (z. B. als Spezialitätenkoch).
Zur Frage von befristeten Beschäftigungsverhältnissen entschied der EuGH, dass der ursprüngliche Beschäftigungsanlass für die Frage eines Anspruchs nach dem ARB 1/80 bedeutungslos ist. Wer eine der Anspruchsstufen erfüllt, darf bleiben, auch wenn die Ausländerbehörde von vornherein nur eine befristete Tätigkeit bewilligte und dem türkischen Arbeitnehmer verdeutlichte, dass eine Verlängerung des Aufenthaltsrechts über die Befristung hinaus ausgeschlossen sei.
Studenten können grundsätzlich auch Arbeitnehmerstatus haben; allerdings war und ist die Aufnahme einer Berufstätigkeit in Deutschland während eines Studienaufenthalts nur in geringfügigem Umfang gestattet (bis zu 120 volle Arbeitstage oder 240 halbe Arbeitstage im Kalenderjahr). Die Rechtslage ist hier bis heute nicht abschließend geklärt. Akzeptiert hat der EuGH Tätigkeiten von Au-pair-Kräften und Studenten, die neben dem Studium arbeiten, wenn ihre Tätigkeit den Umfang zumindest einer „halben Stelle“ annimmt (ca. 15–25 Stunden pro Woche). Ob auch kürzere Tätigkeiten – auch außerhalb des Studentenstatus, z. B. ein Job auf 400-Euro-Basis für wenige Stunden in der Woche – ausreichen, hat der EuGH in der Rechtssache Genc ausdrücklich offengelassen und darauf hingewiesen, dass die Beurteilung von Detailfragen zu von ihm aufgestellten Rechtsgrundsätzen Sache der nationalen Gerichte sei. Vom EuGH geklärt ist nur, dass der ursprüngliche Einreisegrund (als Student, als Au-Pair, als Asylbewerber) der Anwendung des ARB 1/80 nicht entgegensteht.
In Ausfüllung des EuGH-Urteils vom Februar 2010 in der Rechtssache Genc haben sowohl das Verwaltungsgericht Berlin als auch das Oberverwaltungsgericht Berlin-Brandenburg Frau Genc Recht gegeben und ihr ein assoziationsrechtliches Aufenthaltsrecht trotz geringer Beschäftigung zuerkannt. Das hiergegen angerufene Bundesverwaltungsgericht hat die Entscheidungen der Vorinstanzen bestätigt und im April 2012 für die deutsche Verwaltungspraxis entschieden, dass Arbeitnehmer im Sinne des Art. 6 Abs. 1 ARB 1/80 auch sei, wer eine geringfügige Beschäftigung ausübt, wenn eine Gesamtbewertung ergibt, dass es sich hierbei um eine echte und tatsächliche Tätigkeit handelt, die nicht völlig untergeordnet und unwesentlich ist. Im entschiedenen Fall der Frau Genc ging es um eine Beschäftigung als Reinigungskraft, die über mehrere Jahre anfänglich mit 5 ½, später mit 10 Wochenstunden ausgeübt wurde.

## Beschäftigungsunterbrechungen während der Anwartschaftsphase der ersten vier Jahre
Ausdrücklich geregelt hat der ARB 1/80 nur einige wenige Fälle, die der Erfüllung der vorstehend genannten Voraussetzungen entgegenstehen könnten: Der Jahresurlaub und die Abwesenheit wegen Mutterschaft, Arbeitsunfall oder kurzer Krankheit werden den Zeiten ordnungsgemäßer Beschäftigung gleichgestellt. Die Zeiten unverschuldeter Arbeitslosigkeit, die von den zuständigen Behörden ordnungsgemäß festgestellt worden sind, sowie die Abwesenheit wegen langer Krankheit werden zwar nicht den Zeiten ordnungsgemäßer Beschäftigung gleichgestellt, berühren jedoch nicht die aufgrund der vorherigen Beschäftigungszeit erworbenen Ansprüche (Art. 6 Abs. 2 ARB 1/80). Eine Reihe weiterer Sachverhalte sind durch mehrere EuGH-Entscheidungen geklärt worden.
Geklärt ist, dass das erste Beschäftigungsjahr ohne jede Unterbrechung durchlaufen werden muss. Da Art. 6 Abs. 2 ARB 1/80 von „erworbenen Ansprüchen“ spricht, wirken Unterbrechungen im ersten Beschäftigungsjahr, wenn der schwächste Anspruch nach Art. 6 Abs. 1 – erster Gedankenstrich – noch nicht entstanden ist, anspruchsvernichtend. Eine Kumulation mehrerer Beschäftigungen ist ausgeschlossen. Mit der Aufnahme einer weiteren Beschäftigung während des ersten Jahres beginnt die Frist daher von neuem zu laufen; frühere Beschäftigungszeiten bleiben dabei unberücksichtigt. Die drei Anspruchsstufen müssen zudem der Reihe nach durchlaufen werden. Für die dritte Anspruchsstufe genügt es nicht, vier Jahre in derselben Branche gearbeitet zu haben, wenn davon nicht die ersten drei Jahre beim selben Arbeitgeber und das vierte Jahr zumindest in derselben Branche waren.
Der türkische Arbeitnehmer muss zudem über eine gesicherte Aufenthaltsposition verfügen. Es zählen daher nur Zeiten, in denen er im Besitz einer regulären Aufenthaltserlaubnis ist (Sevince, Kazım-Kuş-Entscheidung 1992). Zeiten, zu denen er nur über ein Visum verfügte oder Zeiten eines nur vorläufigen Aufenthaltsrechts (nach Antragstellung bis zur Entscheidung der Ausländerbehörde) oder Zeiten während der aufschiebenden Wirkung seiner Klage vor dem Verwaltungsgericht bleiben grundsätzlich unberücksichtigt.
Sind Beschäftigungsunterbrechungen in dem ausgeübten Beruf typisch, so sind sie für den Erwerb von Ansprüchen nach dem ARB 1/80 grundsätzlich unschädlich. Ein Seemann, der üblicherweise nur für eine bestimmte Zeit anheuert, nach der Rückkehr in den Heimathafen dann zunächst keiner Tätigkeit nachgeht, sondern bei seiner Familie lebt und nach einigen Wochen wieder für begrenzte Zeit neu anheuert, ist wie jemand zu behandeln, der in einem durchgehenden Beschäftigungsverhältnis steht, da der ARB 1/80 in diesem Berufszweig sonst leer liefe. In diesem Fall bedarf es keiner Meldung beim Arbeitsamt, wenn am Ende des ersten Beschäftigungsverhältnisses schon ein zweiter Arbeitsvertrag geschlossen wurde, der erst später zu erfüllen ist.
Geklärt ist auch, dass Beschäftigungszeiten, die auf einer Aufenthaltserlaubnis beruhen, die durch arglistige Täuschung  erwirkt wurde, nicht in die anrechenbaren Aufenthaltszeiten eingehen.

## Verlust des ARB-Status
Bedeutsam ist die Frage, welche Folgen eintreten, wenn der türkische Arbeitnehmer nach Erreichen der ersten Anspruchsstufe infolge zu verbüßender Strafhaft arbeitslos wird. Solche Fälle wurden von den Gerichten als „verschuldete Arbeitslosigkeit“ gewertet, durch die die nach Art. 6 Abs. 2 ARB 1/80 erworbenen Ansprüche vernichtet werden. In diesem Zusammenhang wurde jedoch deutlich, dass die deutsche Fassung des ARB 1/80 auf einem Übersetzungsfehler beruht; nach den anderen Sprachfassungen war der entsprechende Passus eher als „unfreiwillige Arbeitslosigkeit“ zu verstehen. Da ein Verschuldenselement somit fehlt, gehen erworbene Ansprüche auch nach Strafhaft nicht unter. Dem türkischen Arbeitnehmer ist nach der Entlassung aus der Strafhaft für einen angemessenen Zeitraum Gelegenheit zu geben, eine neue Beschäftigung aufzunehmen.
Im Übrigen geht ein ARB-Anspruch nur in den Fällen des Artikels 14 Abs. 1 ARB 1/80, d. h. nur aus Gründen der öffentlichen Ordnung, Sicherheit und Gesundheit, oder dann, wenn der Betroffene den Staat, in dem er lebt, für einen nicht unerheblichen Zeitraum und ohne berechtigte Gründe verlässt, verloren. Art. 14 Abs. 1 ARB 1/80 ist dabei genauso zu lesen wie Art. 48 Abs. 3 EG (jetzt Art. 45 Abs. 3 AEUV), der den Verlust des Freizügigkeitsrechts der Unionsbürger behandelt: Es geht nur verloren, wenn durch das Verhalten des Betroffenen eine tatsächliche und hinreichend schwere Gefährdung eintritt, die ein Grundinteresse der Gesellschaft berührt. Die Messlatte hierfür ist enorm hoch: Nicht jedes Vergehen oder gar Verbrechen reicht hierfür bereits aus. Erst wenn die Grundwerte der staatlichen Ordnung tangiert werden, z. B. durch terroristische Gewaltakte oder durch Anschläge, die auf die Beseitigung der staatlichen Ordnung und ihrer Einrichtungen gerichtet sind, kommen aufenthaltsbeendende Maßnahmen in Betracht. Rauschgiftkriminalität genügt im Allgemeinen noch nicht für eine Aufenthaltsbeendigung.
Ein erworbener ARB-Status hat bedeutende Auswirkungen auch auf den Ausweisungsschutz. Ausweisungen sind in diesem Falle nur noch aus spezialpräventiven Gründen, nicht auch aus Gründen der Generalprävention möglich. Das individuelle Fehlverhalten darf der einzige Grund für eine Ausweisung sein; eine Ausweisung zur Abschreckung anderer ist unzulässig. Stets erforderlich ist eine umfassende Abwägung aller für und gegen die Ausweisung sprechender Umstände; die Ausweisungstatbestände über die regelhafte oder zwingende Ausweisung (§ 53 und § 54 AufenthG) sind bei diesem Personenkreis unanwendbar. Der Schutz vor Ausweisung entspricht damit weitgehend dem Status von freizügigkeitsberechtigten Staatsangehörigen der Europäischen Union.

## Bedeutung des ARB 1/80 für die Familienangehörigen türkischer Arbeitnehmer
Auch Familienangehörige türkischer Arbeitnehmer haben nach Maßgabe des Art. 7 ARB 1/80 Aufenthalts- und Beschäftigungsansprüche. Die Familienangehörigen eines dem regulären Arbeitsmarkt eines Mitgliedstaats angehörenden türkischen Arbeitnehmers, die die Genehmigung erhalten haben, zu ihm zu ziehen, haben vorbehaltlich des den Arbeitnehmern aus den Mitgliedstaaten der Gemeinschaft einzuräumenden Vorrangs das Recht, sich auf jedes Stellenangebot zu bewerben, wenn sie dort seit mindestens drei Jahren ihren ordnungsgemäßen Wohnsitz haben. Sie haben freien Zugang zu jeder von ihnen gewählten Beschäftigung im Lohn- oder Gehaltsverhältnis, wenn sie dort seit mindestens fünf Jahren ihren ordnungsgemäßen Wohnsitz haben (Art. 7 Satz 1 ARB 1/80). Die Kinder türkischer Arbeitnehmer, die im Aufnahmeland eine Berufsausbildung abgeschlossen haben, können sich unabhängig von der Dauer ihres Aufenthalts in dem betreffenden Mitgliedstaat dort auf jedes Stellengebot bewerben, sofern ein Elternteil in dem betreffenden Mitgliedstaat seit mindestens drei Jahren ordnungsgemäß beschäftigt war (Art. 7 Satz 2 ARB 1/80).
Auch insoweit hat der ARB 1/80 aufenthaltsrechtliche Bedeutung.

## Praktische Auswirkungen des ARB 1/80-Status auf die Aufenthaltssituation in Deutschland
Wer eine der Voraussetzungen des ARB 1/80 erfüllt, benötigt kein spezielles weiteres Verwaltungsdokument  wie eine Arbeits- oder Aufenthaltserlaubnis. Er hat ein europarechtliches Aufenthaltsrecht, das ihm durch nationale Regelungen weder entzogen noch sonst beschränkt werden kann. Alle nationalen Regelungen, die diesem Recht entgegenstehen, sind von Behörden und Gerichten außer Anwendung zu lassen (so auch die Soysal-Entscheidung 2009).
Zum Nachweis des ARB 1/80-Status ist der Betroffene jedoch verpflichtet, den Besitz einer Aufenthaltserlaubnis nachzuweisen (§ 4 Abs. 5 AufenthG). Eine solche wird ihm nicht „erteilt“, sondern lediglich „ausgestellt“ (§ 4 Abs. 5 Satz 2 AufenthG). Die Aufenthaltserlaubnis hat somit in diesen Fällen nur noch deklaratorische Bedeutung und damit die Funktion eines Ausweises. Ist die Aufenthaltserlaubnis abgelaufen, bleibt der Aufenthalt weiterhin rechtmäßig. Ein türkischer Arbeitnehmer mit ARB 1/80-Status, der es versäumt, die Aufenthaltserlaubnis rechtzeitig zu verlängern, begeht keine Straftat nach § 95 Abs. 1 Nr. 2 AufenthG (illegaler Aufenthalt), denn der Aufenthalt bleibt auch nach Ablauf der Aufenthaltserlaubnis weiterhin materiell legal. Das Fehlen einer gültigen Aufenthaltserlaubnis kann nach § 98 Abs. 2 Nr. 1 AufenthG lediglich als Ordnungswidrigkeit mit höchstens 3.000,00 EUR Bußgeld geahndet werden.

## Charakter des Aufenthaltsrechts nach dem ARB 1/80
Türkische Staatsangehörige, die die dritte Stufe des Art. 6 ARB 1/80 erreicht haben oder die Voraussetzungen des Art. 7 ARB 1/80 erfüllen, haben grundsätzlich ein Daueraufenthaltsrecht. Gleichwohl erhalten sie in Deutschland nur eine befristete Aufenthaltserlaubnis (§ 4 Abs. 5 AufenthG). Oft bemühen sie sich später um eine Niederlassungserlaubnis, manchmal um eine Erlaubnis zum Daueraufenthalt-EG, obwohl das assoziationsrechtliche Aufenthaltsrecht jedenfalls im Beschäftigungsbereich (unselbständige Erwerbstätigkeit) tendenziell stärker ist und umfassender vor aufenthaltsbeendenden Maßnahmen schützt als die nationalen Aufenthaltsrechte. Die behördliche Praxis, nur – zum Teil auf ein, zwei oder drei Jahre – befristete Aufenthaltserlaubnisse zu erteilen, hat das Bundesverwaltungsgericht beanstandet. Es hat im Mai 2012 entschieden, dass türkische Staatsangehörige, die unter den ARB 1/80 fallen, eine mindestens fünf Jahre gültige Aufenthaltserlaubnis beanspruchen können, aus der sich ihr Daueraufenthaltsrecht eindeutig ergibt. Aufenthaltsdokumente, die fünf Jahre gültig sind, erhalten auch EWR-Bürger.